# 八月廿二
八月廿二，农历八月第二十二天。

## 大事记
- 333年：熒惑星逆行到天鉤，繞過畢宿移向昴宿，方士戴洋向陶侃表示此乃石虎遭死的天象。[1]
- 602年：中國隋朝仁壽宮中，降下金色與銀色的花雨。[2]
- 738年：永寧公主受唐玄宗冊封，實封一千戶。
- 806年：日本派遣僧空海從大唐歸國，將真言宗傳入日本。
- 924年：當夜熒惑星「犯星二度」，唐莊宗李存勗根據有司官員的建議，實行宵禁。[3]
- 1464年：中國明朝明憲宗廢皇后吳皇后。[4]
- 1519年：明朝時發生寧王之亂，明武宗自稱「奉天征討威武大將軍鎮國公朱壽」，於此日率萬餘官兵南下「親征」寧王朱宸濠。
- 1767年：日本江戶幕府處死山縣大貳及藤井右門。
- 1905年：中國駐奧地利大使楊晟卸任，李經邁接任。

## 出生
- 1358年（9月25日） - 足利義滿，日本室町幕府第三代將軍。
- 1493年 - 王廷陳，明代詩人。
- 1854年 - 辰野金吾，日本建築師。

## 逝世
- 366年 - 高崧，晉朝侍中[5]
- 521年 - 元仙，北魏樂安王拓跋良第四子，官至前軍將軍、員外常侍
- 575年（9月12日） - 高潤，北齊皇族
- 1145年（9月10日） - 藤原璋子，日本第74代天皇—鳥羽天皇中宮
- 1487年（9月9日） - 明憲宗朱見深
- 1604年（9月15日） - 村上武吉，日本村上水軍的當家
- 1767年（9月14日） - 山縣大貳，儒學者

## 节假日和习俗
- 燃灯古佛圣诞
- 廣澤尊王聖誕

## 備註
1. ↑  見《晉書·列傳第六十五·藝術·戴洋傳》。
2. ↑  見《隋書·王劭傳》。
3. ↑  見《舊五代史·莊宗本紀》。
4. ↑  見《萬曆野獲篇·卷三》。
5. ↑  《高崧墓誌》：「晉故侍中、騎都尉、建昌伯廣陵高崧，泰和元年八月廿二日薨，十一月十二日窆。」

## 参看
- 日历
- 八月二十 - 八月廿一 - 八月廿二 - 八月廿三 - 八月廿四
- 七月廿二 - 八月廿二 - 九月廿二
- 正月 - 二月 - 三月 - 四月 - 五月 - 六月 - 七月 - 八月 - 九月 - 十月 - 十一月 - 腊月
- 公历8月22日